# Rosvitha Okou
Rosvitha Okou, född 5 september 1986, är en friidrottare från Elfenbenskusten. Hon deltog vid olympiska sommarspelen 2012.